# 埼玉県立近代美術館
埼玉県立近代美術館（さいたまけんりつきんだいびじゅつかん）は、埼玉県さいたま市浦和区常盤九丁目にある美術館である。北浦和公園の園内にある。

## 概要
旧浦和市時代の1957年5月10日に、事実上の前身となる埼玉県立美術館が別所沼（浦和画家の活躍の舞台）のほとりに初の県立美術館として開館。埼玉県美術展覧会の会場として使用されたが、入選作品の増加によって手狭になったために、1966年に新たに建設された埼玉会館の展示室がその役割を担った。主な役割を失った県立美術館は、浦和市立郷土博物館の館舎や浦和土木事務所の庁舎などに使われた後事実上閉館となり、別所沼公園の管理事務所になった後に建替により解体された。
しかし、埼玉会館の展示室も手狭になった上、近代美術作品が大宮公園内の埼玉県立博物館に収蔵されたため、「浦和に本格的な美術館を」の声が持ち上がり、埼玉県は作品を所蔵する新たな美術館の建設計画を決め、1982年11月3日、1969年（昭和44年）に移転した埼玉大学（元旧制浦和高校）の跡地に整備された北浦和公園内に、埼玉県立近代美術館として開館した。南側の隣接地には浦和北公園がある。それまで埼玉県立博物館に収蔵されていた近代美術作品を当館に移した。館舎は建築家黒川紀章の設計である。黒川が美術館の館舎を設計するのは、これが初めてだった。
埼玉の近代美術を中心に、これに影響を与えた内外の優れた作品を収集するのが館の基本方針である。そのため3000点余の所蔵作品の内、約2000点が埼玉県ゆかりの美術家の作品で占められる。浦和画家として有名な瑛九や寺内萬治郎の作品も展示されている。館内では数多くの名作椅子に座ることができ、椅子の美術館としても知られている。

## 沿革
- 1989年 - 晩年の須田剋太がすべての油彩画など293点を寄贈。

## 館内
- 3階 - 美術図書館
- 2階 - 企画展示室
- 1階 - 常設展示室、ミュージアム・ショップ（お土産等）、ペペロネ（レストラン）
- 地階 - 一般展示室（県内のアーティスト・美術団体などの展示）

## 開館時間・休館日
開館時間
- 午前10時～午後5時30分
  - 展示室への入場は閉館の30分前まで。

休館日
- 月曜日（祝日・振替休日または県民の日の場合は開館）・12月29日～1月3日・メンテナンスの日

## アクセス
- JR京浜東北線北浦和駅より徒歩3分。

## 駐車場
館内には駐車場がないため、近隣の提携駐車場を利用することになる。

## 主な収蔵作品
主な絵画作品は以下のとおり。また立体作品は美術館周囲の公園内「彫刻の森」などに展示されている。

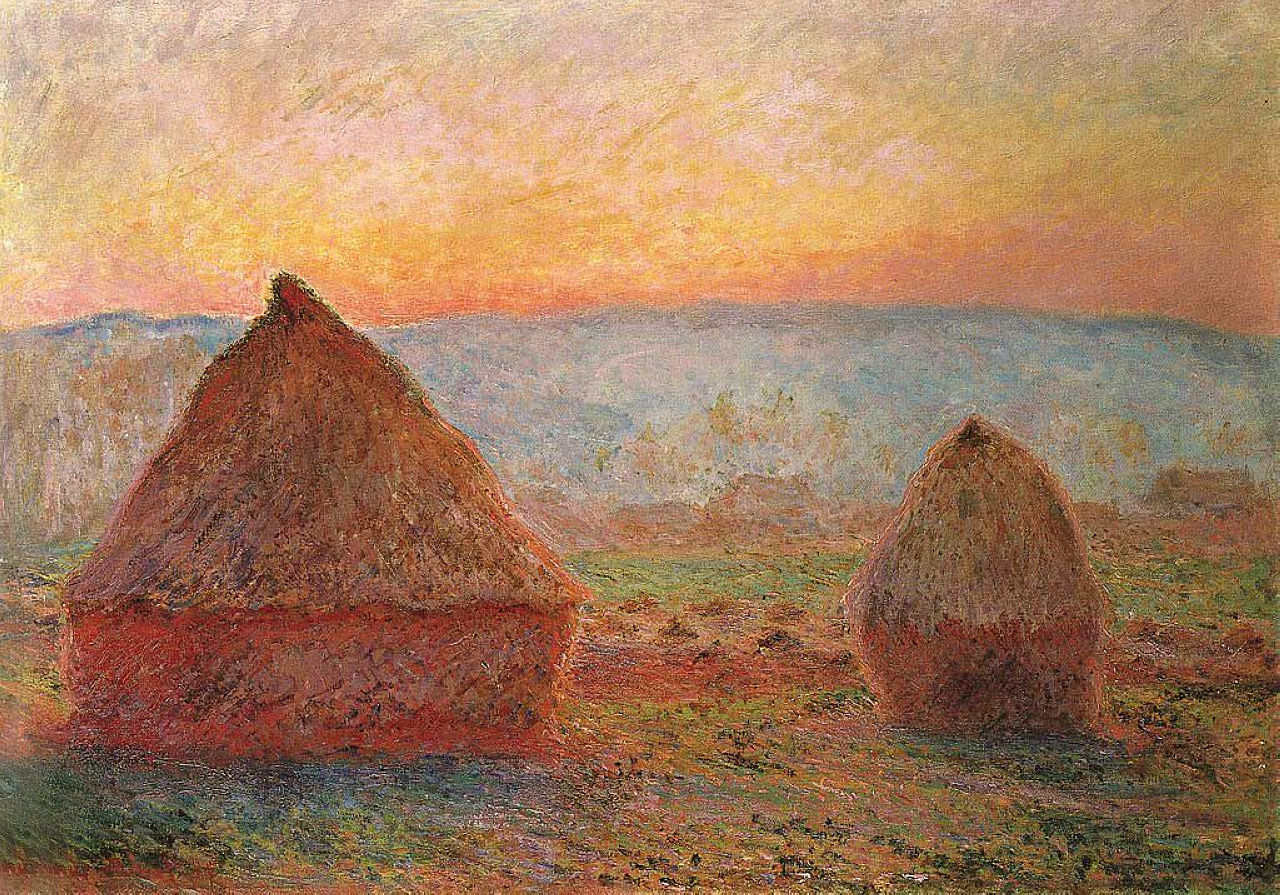
クロード・モネ 「ジヴェルニーの積みわら、夕日」 油彩・カンヴァス 1888-89年 - 2年後に描かれる「積みわら」の連作の先駆けとなった作品。
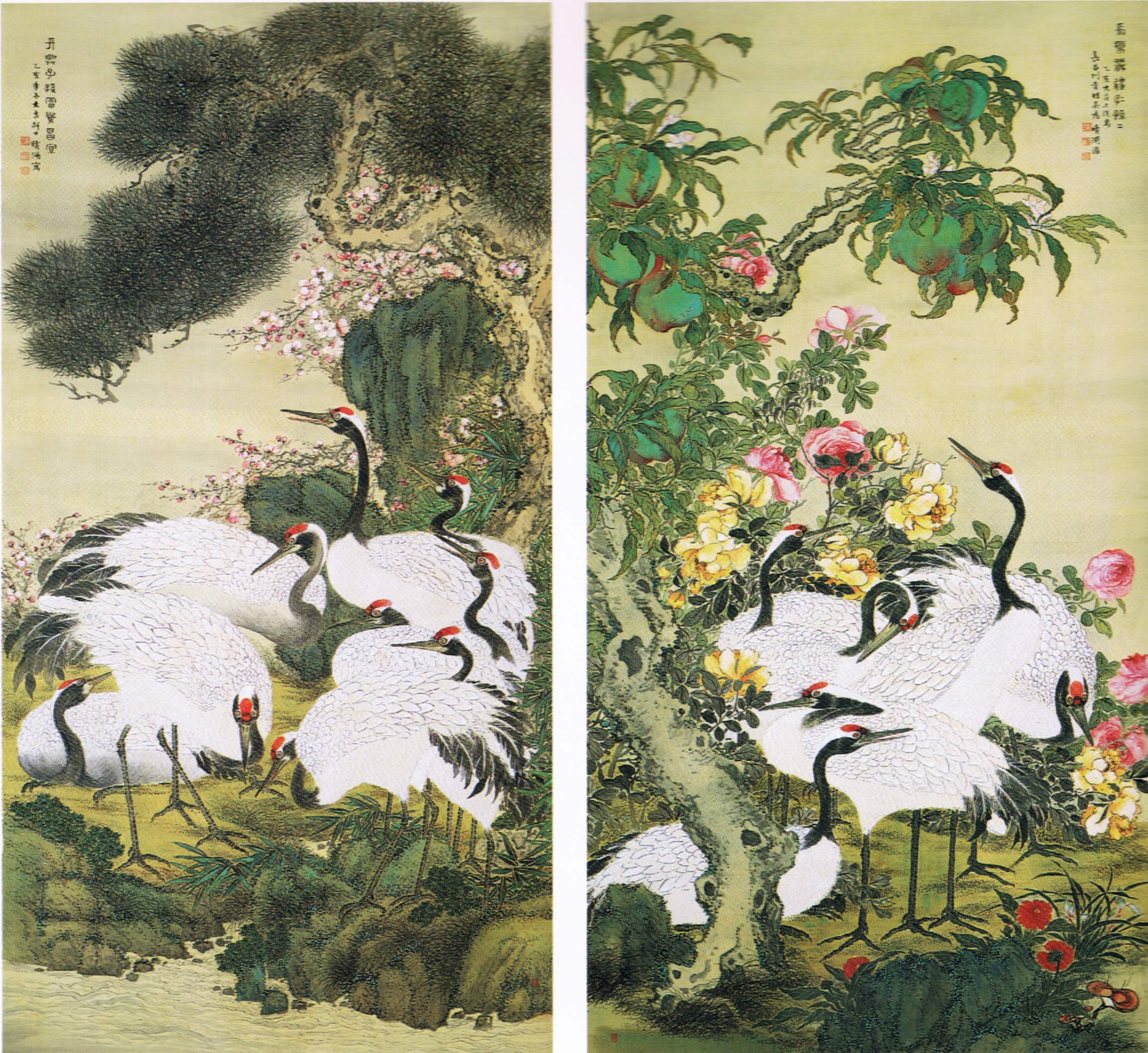
奥原晴湖 「仙境群鶴図」絹本着色 双幅 1905年（明治38年）
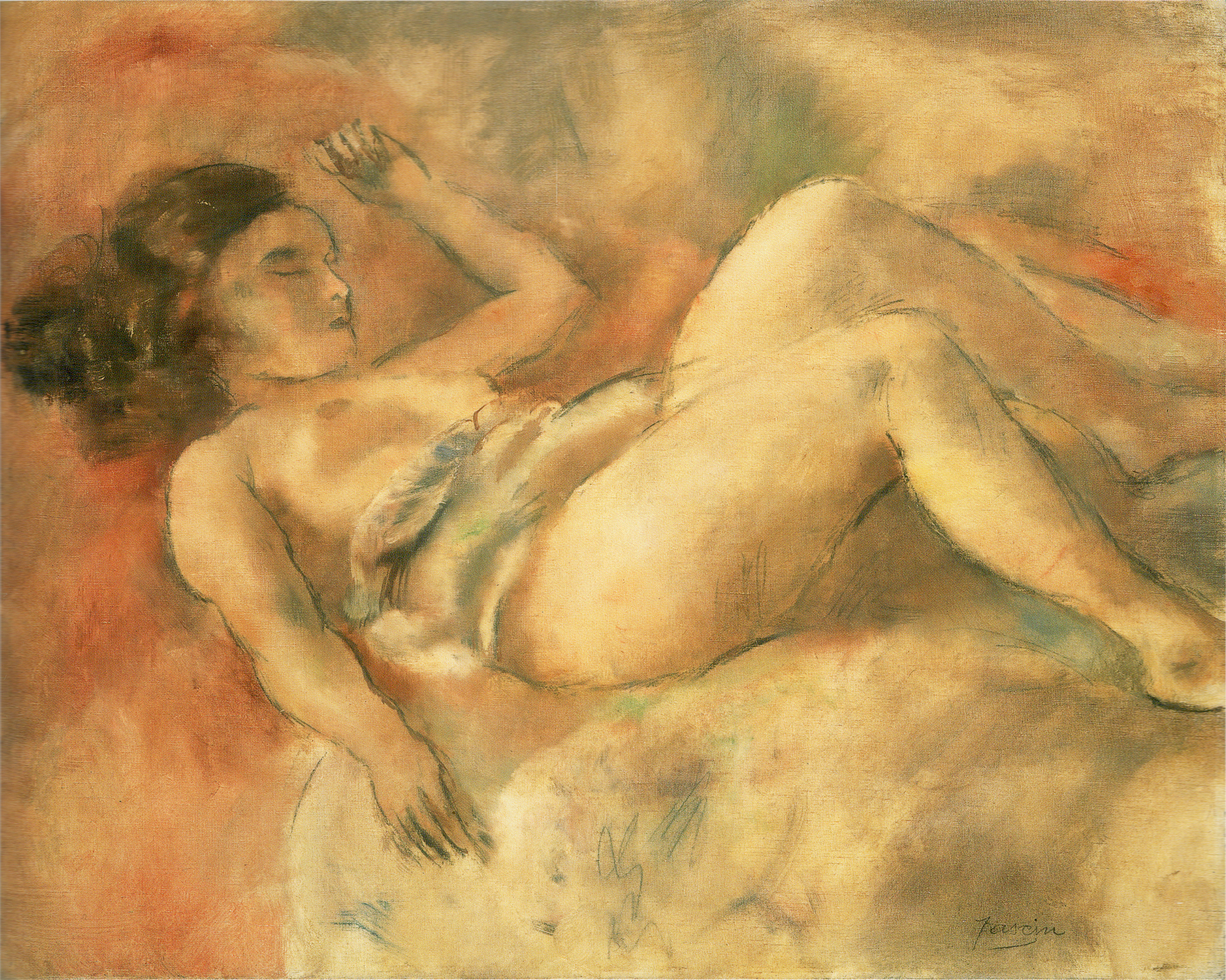
ジュール・パスキン「眠る裸女」 キャンバス 油彩 1928年
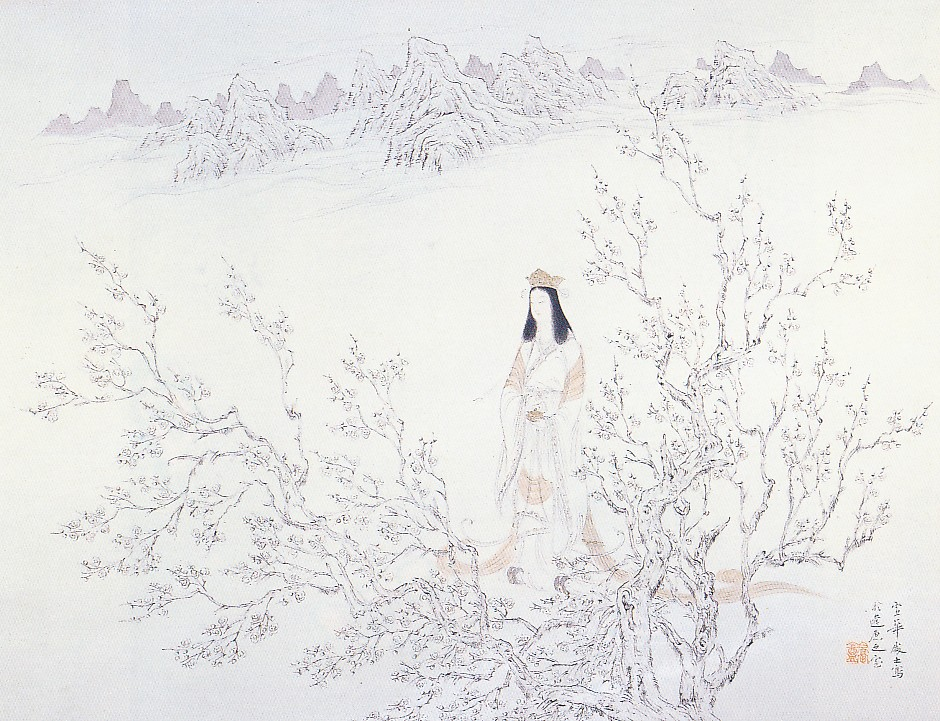
吉川霊華 「羅浮僊女」 紙本墨画淡彩、軸 1928年（昭和3年）

- カミーユ・ピサロ 「エラニーの牛を追う娘」 油彩・カンヴァス 1884年
- ピエール・オーギュスト・ルノワール 「三人の浴女」 油彩・カンヴァス 1917年
- モーリス・ユトリロ 「旗で飾られたモンマルトルのサクレ＝クール寺院」 油彩・カンヴァス 1919年
- モーリス・ドニ 「シャグマユリの聖母子」 油彩・カンヴァス 1925年
- アンドレ・ドラン 「浴女」 油彩・カンヴァス 1925年
- 藤田嗣治 「横たわる裸婦と猫」 油彩・カンヴァス 1931年
- モイズ・キスリング 「リタ・ヴァン・リアの肖像」 油彩・カンヴァス 1927年 モデルはオランダ人画商の妻とされる。「赤いテーブルの上の果実」 油彩・カンヴァス1944年
- パブロ・ピカソ 「静物」 油彩・カンヴァス 1944年
- ポール・シニャック 「アニエールの河岸[3]」 油彩・カンヴァス 1885年
- ポール・デルヴォー「森」油彩・板 1948年
- 奥原晴湖 「秋景山水」1878年、「仙境群鶴」1905年
- 橋本雅邦 「長江晴楼図」 絹本墨画淡彩 1幅 1895年（埼玉県指定有形文化財）
- 斎藤豊作 「フランス風景II」1910年頃
- 武内鶴之助 「アラシの夕」1912年
- 下村観山 「巌に島」 絹本著色 六曲一双 1915-16年
- 森田恒友 「会津風景」 油彩・カンヴァス 1916年、「緑野」1926年頃
- 林倭衛 「西洋婦人」1923年、「別所沼」
- 小村雪岱 「青柳」 絹本著色 1924年頃
- 田中保 「裸婦」 油彩・カンヴァス 1924年
- 佐伯祐三 「門」 油彩・カンヴァス 1925年
- 高田誠 「浦和風景」1929年
- 菊沢武江 「群鶏」1929年
- 小茂田青樹 「春の夜」1930年（埼玉県指定有形文化財）
- 跡見泰 「石川島」1930年
- 倉田白羊 「山ふところ」 油彩・カンヴァス 1933年
- 斎藤与里「暁の金剛山」1938年
- 渡辺武夫「老図書館長Tさんの像」1941年
- 小村雪岱「おせん」1941年頃
- 山路真護 「水の幻想」1947年
- 四方田草炎「裸婦」1949年
- 寺内萬治郎 「裸婦」 油彩・カンヴァス 1954年
- 瑛九 「曇」 油彩・カンヴァス 1959年
- 須田剋太 「私の曼陀羅a」 油彩・カンヴァス 1964年
- 瓦井開一 「リスボン郊外」1966年
- 里見明正 ｢鏡の前｣ 1968年
- 奥瀬英三 「雲と甲斐駒」1970年
- 川村親光 「土手の春」1973年
- 金子徳衛「卓上B」1982年
- 田中実 「遥」1984年
- 寺井力三郎「赤いソファー」1984年
- 上田薫　「ジェリーにスプーンC」 油彩・カンヴァス 1990年
- 加藤勝重 「響」1986年
- 小川游「砂丘・平砂浦」1992年